# Javornik (priimek)
Javornik je 132. najbolj pogost priimek v Sloveniji, ki ga je po podatkih Statističnega urada Republike Slovenije na dan 31. decembra 2007 uporabljalo 1.135 oseb.

## Znani nosilci priimka
- Aleksander Javornik (1922—1974), novinar, urednik
- Antonija Javornik - Natalija Bjelajac (1893—1974), prostovoljka v 1. balkanski vojni
- Berta Čobal Javornik (1925—2019), pesnica, pisateljica
- Bogomir Javornik (1919—2008), slavist
- Borut Javornik (*1967), kanuist
- Branka Javornik Cregeen (*1953), biotehnologinja, genetičarka, zaslužna profesorica UL
- Franc Javornik, čebelar
- Franc Javornik (*1942), operni in koncertni pevec
- Helena Javornik (*1966), atletinja maratonka
- Ina Slokan (r. Javornik) (1910–1989), pisateljica, časnikarka
- Jana Javornik, sociologinja, predavateljica na univerzah v Leedsu, Stockholmu in Utrechtu, predstavnica Ženskega lobija Slovenije
- Jernej Javornik (*1975), slovenski nogometaš in trener
- Jože Javornik (*1935), športni delavec, trener smučarskih skokov
- Luka Javornik (*1980), krajinski arhitekt
- Marija Javornik Krečič (*1961), pedagoginja, prevajalka, prof. FF UM; urednica National Geographic Slovenija
- Marjan Javornik (1924—2008), novinar, gledališki kritik, urednik (ES), prevajalec
- Miha Javornik (*1960), literarni zgodovinar, rusist, univ. profesor
- Mirko Javornik (1909—1986), pisatelj, prevajalec in urednik
- Placid Javornik (1803—1864), duhovnik in biblicist
- Simon Javornik, pesnik
- Sonja Javornik, novinarka, urednica, estradna publicistka
- Tomaž Javornik, kajakaš